# Lykodery
Lykodery je zaniklá tvrz a obec nacházející se u Myslibořic v blízkosti Jaroměřic nad Rokytnou. Název tvrze a zaniklé obce pochází ze sloučeniny 2 slov: lýko a drát. Místní se pravděpodobně živili zpracováváním dřeva z okolních lesů a výrobou lýka. Dřevěná tvrz pravděpodobně vyhořela (vzhledem k nálezu uhlíků) již ve 14. století. Byla dřevěná a měla vejčitý tvar. Plocha jádra má 24 metrů na délku a 19 metrů na šířku.

## Historické zmínky
Dokument z roku 1437 zmiňuje, že Zikmund Vajtmulner ze Žerotic prodal Janovi řečenému Lizna z Arklebic osadu Myslibořice s tvrzí a patronátem a pusté vsi Lykodery a Ostrú Luku.
Druhý dokument z roku 1531 zmiňuje prodej moravského hejtmana Jana z Pernštejna velice zámožnému Václavu Chroustenskému z Malovar. V majetku rodu setrvaly Lykodery do roku 1627.